# Gornji Hruševec - potok Kravarščica
Gornji Hruševec - potok Kravarščica este o arie protejată (sit de importanță comunitară — SCI) din Croația întinsă pe o suprafață de 2,75 ha, integral pe uscat.

## Localizare
Centrul sitului Gornji Hruševec - potok Kravarščica este situat la coordonatele 45°34′26″N 16°01′25″E / 45.573803°N 16.023672°E.

## Înființare
Situl Gornji Hruševec - potok Kravarščica a fost declarat sit de importanță comunitară în iulie 2013 pentru a proteja un număr necunoscut de specii din flora spontană și fauna sălbatică aflate în arealul zonei.

## Biodiversitate
Situată în ecoregiunea continentală, aria protejată conține 1 habitat natural: Liziere de ierburi înalte hidrofile de câmpie și de nivel montan până la alpin.
La baza desemnării sitului se află un număr nedeclarat de specii protejate.